# Blærebetændelse
Blærebetændelse (lat: cystitis acuta) er en sygdomstilstand, der opstår som følge af infektion i blæren. Betegnelsen bruges imidlertid i flæng, og dækker over flere typer af infektioner og irritationstilstande i de nedre urinveje. Betændelsen giver anledning til svien ved vandladning, ligesom trangen til vandladning øges markant. 

## Årsag
Infektionen, der oftest skyldes tarmbakterier, forekommer hyppigere hos kvinder end hos mænd, af den simple årsag at kvinders urinrør blot er ca. 4 cm langt, mens mænds urinrør er ca. 20 cm; således har bakterier lettere adgang til kvinders blære end til mænds. I blæren har bakterier gode vækstbetingelser – der er et varmt, fugtigt, mørkt og næringsrigt miljø – og kan således forholdsvis hurtigt formere sig, med deraf følgende infektion.
Det er ikke ualmindeligt, at dårlig intimhygiejne kan medføre blærebetændelse. Dette gælder især kroniske blebærere, men også soldater på længere øvelser og naturelskere, der i længere tid ikke har mulighed for at vaske sig tilstrækkeligt grundigt, kan pådrage sig blærebetændelser som følge af dårlig hygiejne. Blandt hjemløse, der lever med ringe adgang til badefaciliteter, ses ligeledes en overvægt af forekomsten af urinvejsinfektioner.

## Symptomer
Blærebetændelse kan give et eller flere af følgende symptomer:
- Svie ved vandladning (i folkemunde kaldes det "at tisse glasskår", da det svier voldsomt)
- Hyppig vandladningstrang (pollakisuri)
- Besværet vandladning (dysuri)
- "Plumret" eller "grumset" urin
- Ildelugtende urin
- Smerter over skambenet
- Ufuldstændig blæretømning
- Der kan forekomme blod i urinen

## Undersøgelser
Den mest almindelige undersøgelse er urinprøven, der er smertefri og som giver svar inden for få minutter. Ved blærebetændelse vil urinen være positiv for leukocytter og ofte nitrit. En positiv urinprøve sendes ofte til dyrkning (af bakteriekulturer) samt resistens (bestemmelse af bemeldte kulturers resistens over for antibiotika). Urinprøven kan til tider suppleres med blodprøver, og i sjældnere tilfælde af andre kliniske undersøgelser, herunder bloddyrkning.

## Behandling

### Medicinsk behandling
Blærebetændelse er oftest let at behandle; den kan tit kureres med en kort antibiotikakur, ofte med sulfamethizol-tabletter eller et penicillinpræparat (Mecillinam – Selexid). Ved simpel cystitis uden feber eller sygdomsfølelse kan man nøjes med engangsdosering af for eksempel 2 gr. sulfamethizol. Ved gentagne anfald er det nødvendigt med 3-6 dages behandling – eventuelt forudgået af bakteriedyrkning og resistensbestemmelse for at finde den korrekte antibiotika.

### Husråd
- Tranebærsaft kan i mange tilfælde medvirke til at holde blærebetændelser nede, samt forebygge at de kommer igen. Anbefales især til folk, der har problemer med gentagne blærebetændelser, idet det nedsætter behovet for medicinering.
- Det kan anbefales at drikke rigeligt med væske. En del bakterier skylles ud med hver vandladning, og hvis urinmængden øges vil det medvirke til at skabe ringere vækstbetingelser for bakterier.
- God hygiejne kan medvirke til at mindske risikoen for at pådrage sig en blærebetændelse. Er infektionen allerede opstået kan tilstanden forværres af manglende hygiejne.
- Det kan for nogle hjælpe på de vedblivende smerter at ligge under et varmetæppe, mens andre har modsatte effekt af denne behandling.[kilde mangler]

## Prognose
De fleste helbredes fuldstændigt, med korrekt behandling, i løbet af få dage. Lades infektionen ubehandlet vil urinen for ca. 70% af patienter spontant blive steril i løbet af en måned; dog øger dette risikoen for komplikationer (se nedenfor).

## Komplikationer
Blærebetændelse kan ubehandlet føre til flere andre sygdomme eller tilstande. Primært er der risiko for, at infektionen breder sig fra blæren til nyrerne med nyrebækkenbetændelse til følge. 
Herudover kan en blærebetændelse blive kronisk og eventuelt føre til inkontinens, der kan betyde længerevarende, evt. livslang, afhængighed af ble eller kateter. 